# Provisionsabgabeverbot
Das Sondervergütungs- und Provisionsabgabeverbot untersagt es gem. § 48b Abs. 1 VAG Versicherungsunternehmen, Versicherungsvermittlern und deren Angestellten, Versicherungsnehmern, versicherten Personen oder Bezugsberechtigten aus einem Versicherungsvertrag Sondervergütungen zu gewähren oder zu versprechen. Es handelt sich hierbei auch um eine Marktverhaltensregel im Sinne des § 3a UWG.
Die Regelung dient der Umsetzung der Richtlinie (EU) 2016/97 des Europäischen Parlaments und des Rates vom 20. Januar 2016 über Versicherungsvertrieb. Mit Art. 2 des Gesetzes zur Umsetzung der Richtlinie (EU) 2016/97 des Europäischen Parlaments und des Rates vom 20. Januar 2016 über Versicherungsvertrieb und zur Änderung weiterer Gesetze vom 20. Juli 2017 wurde das VAG mit Wirkung zum 29. Juli 2017 entsprechend geändert.
Im Rundschreiben 11/2018 vom 17. Juli 2018 erläutert die BaFin die Neuregelung.

## Rechtsgeschichte
Das Provisionsabgabeverbot betreffend Lebensversicherungen basiert ursprünglich auf einer Bekanntmachung des Reichsaufsichtsamts für Privatversicherung vom 14. August 1923. Die Rechtsgrundlage war zuvor mit einer am 26. Juli 1923 veröffentlichten Änderung des Gesetzes über die privaten Versicherungsunternehmen geschaffen worden. Begründet war das Verbot damit, dass es zu einer Ungleichbehandlung von Versicherungsnehmern kommt, wenn einzelnen Kunden Sondervergütungen auf Kosten der übrigen Versicherungsnehmer gewährt werden. Denn angenommen wurde, dass vermehrte Provisionsabgaben infolge der dann resultierenden Provisionstreiberei Versicherungsprodukte insgesamt unnötig verteuern würden.
Das Verbot wurde durch Bekanntmachung vom 8. März 1934 auf die Lebensversicherung und am 5. Juni 1934 auf die Krankenversicherung ausgeweitet.
In der Bundesrepublik Deutschland war das Provisionsabgabeverbot für die Schadenversicherung bis 30. Juni 2017 in der Verordnung über das Verbot von Sondervergütungen und Begünstigungsverträgen in der Schadenversicherung vom 17. August 1982 geregelt. Diese umfasste auch die Kredit- und Kautionsversicherung, Unfall- sowie die Rechtsschutzversicherung. Die Bekanntmachungen aus dem Jahr 1934 galten zunächst als Bundesrecht fort. Die Verordnung von 1982 und die Bekanntmachungen aus dem Jahr 1934 wurden zum 1. Juli 2017 aufgehoben.
Mit der Neuregelung wird das Provisionsabgabeverbot im Versicherungsaufsichtsgesetz rechtssicher auf einfachgesetzlicher Ebene verankert. Einer Verordnungsermächtigung bedarf es nicht mehr.

## Bedeutung

### Provisionen im Versicherungsvertrieb
Ein Vermittler einer Versicherung, wie z. B. ein Versicherungsmakler nach § 34d GewO, erhält von der Versicherung üblicherweise eine Provision für seine Tätigkeit als Vermittler. Diese Provision kann beim Abschluss von Altersvorsorgeverträgen oder Krankenvollversicherungen einmalig mehrere Tausend Euro betragen.
Bei Sachversicherungen wird die Provision je nach Gesellschaft in Form einer erhöhten Abschlussprämie und/oder jährlich als Prozentsatz des Beitrags bezahlt.

### Relevanz für den Verbraucher
Das unscheinbar wirkende Provisionsabgabeverbot bedeutet de facto, dass – anders als in den meisten anderen Branchen – auf die Vertriebsspanne zum Verbraucher keine Rabatte gewährt werden dürfen. Es schränkt damit ein wesentliches Element des freien Wettbewerbs ein und schützt Produktmargen auf Anbieter- und Vermittlerseite.

## Sanktionen bei Verstoß
Ein Verstoß gegen das Provisonsabgabeverbot ist eine Ordnungswidrigkeit und kann gemäß § 332 Abs. 1 Nr. 2a, Abs. 5 VAG mit einer Geldbuße bis zu 50.000 Euro geahndet werden.
Zuständig für die Verfolgung dieser Ordnungswidrigkeit ist bei Versicherungsunternehmen gemäß § 36 OWiG in Verbindung mit § 333 VAG die Bundesanstalt für Finanzdienstleistungsaufsicht (BaFin). Für die Sanktionierung von Verstößen durch Vermittler gem. § 144 Abs. 2 Nr. 7, § 34d Abs. 1 Sätze 4 und 5 GewO sind die entsprechenden Landesbehörden zuständig, also beispielsweise Industrie- und Handelskammern (IHKs). Damit bei der Auslegung des Sondervergütungs- und Provisionsabgabeverbots und der Sanktionierung von Verstößen ein einheitliches Verwaltungshandeln gewährleistet ist, steht die BaFin über den Deutschen Industrie- und Handelskammertag (DIHK) mit den IHKs in engem Kontakt. Dies soll verhindern, dass ein Sachverhalt rechtlich unterschiedlich bewertet und Vermittler und Versicherer ohne sachlichen Grund unterschiedlich behandelt werden.

## Kritik am Provisionsabgabeverbot
Versicherungsvermittlerverbände (bis auf den AfW) und Versicherungsgesellschaften argumentieren, dass der Missstand dadurch entsteht, dass Versicherungsvermittler durch Provisionsabgaben an Versicherungsnehmer veranlasst werden, immer höhere Provisionsforderungen zu stellen. Dies könnte zur Folge haben, dass das allgemeine Prämienniveau steigt. So würden Verbraucher benachteiligt. Das Verwaltungsgericht Frankfurt, das 2011 gegen das Provisionsabgabeverbot urteilte, sah dies anders: Andere Versicherungsvermittler, insbesondere digitale Geschäftsmodelle wie moneymeets.com und clark.de stützen sich auf diese Argumentation und argumentieren, dass der Wettbewerb zu Lasten der Verbraucher verzerrt wird, wenn Preise (Provisionen) festgeschrieben sind. Um diese Frage gibt es immer wieder Streit zwischen Versicherungsmaklern, die Provisionen zurückgeben und denen, die das Provisionsabgabeverbot bewahren möchten. Zuletzt urteilte das Landgericht Köln am 14. Oktober 2015 Az. 84 O 65/15 in einem wettbewerbsrechtlichen Verfahren zwischen dem Versicherungsmakler zu Lasten Maklers Banditt zu Gunsten des Internetmaklers moneymeets.com, dass es rechtmäßig sei, Provisionen an Kunden zurückzugeben und bezog sich dabei auf das Urteil des VG Frankfurt.
Provisionsabgabeverbote fanden sich in den europäischen Nachbarländern nicht. Die Vereinbarkeit dieses Verbots mit dem Recht der Europäischen Gemeinschaft hat der Europäische Gerichtshof durch Urteil vom 17. November 1993 (VerBAV 1994 S. 81 ff.) bestätigt. Das VG Frankfurt kam in einem späteren Urteil (2011) allerdings zu der Auffassung, dass das Provisionsabgabeverbot grundgesetzwidrig ist : Am 24. Oktober 2011 wurde das Provisonsabgabeverbot vom Verwaltungsgericht Frankfurt in einem rechtskräftigen Urteil in einem Einzelfall für zu unbestimmt erklärt.
Nach diesem Urteil hatte die Bundesanstalt für Finanzdienstleistungsaufsicht (BaFin) zunächst Sprungrevision eingelegt, diese aber dann am 29. Februar 2012 zurückgezogen, so dass das Urteil rechtskräftig wurde. Zum Hintergrund der Klage: Ein Finanzvermittler aus dem Großraum Stuttgart wollte bei Versicherungen Rabatte auf Abschlusskosten gewähren, was ihm untersagt wurde. Deswegen hat der Finanzvermittler mit der Klage den Stein ins Rollen gebracht und die Vorschrift in Frage gestellt.
Hauptkritikpunkte am Provisionsabgabeverbot bestehen (I) in der den Wettbewerb einschränkenden Wirkung und (II) in der Stützung der provisionsbasierten Steuerung des Finanzberaters.
(I) Durch den Wegfall von Rabattoptionen hat der Versicherungsvermittler wenig Möglichkeiten über flexible Preisgestaltung Wettbewerbsvorteile zu erzielen. Damit wird auf der finalen Vertriebsstufe die Preisfindung über Angebot und Nachfrage stark eingeschränkt.
(II) Durch den Provisionsschutz wird das eigentlich verbraucherfreundlichere Vertriebsprinzip der Honorarberatung gehemmt. Bei der Honorarberatung erfolgt die Vergütung des Versicherungsvermittlers über ein produktunabhängiges Beratungshonorar. Damit wird die Beratung nicht mehr durch den monetären Aspekt der Provision beeinflusst. Das Provisionsabgabeverbot sollte ausschließlich für Makler, Vermittler sowie für Versicherungsunternehmen gelten.
Verbraucherschützer fordern schon seit geraumer Zeit die Förderung des honorarbasierten Versicherungsvertriebs und eine direkte Abschaffung des Provisionsabgabeverbots. Auch die Bundesministerin für Ernährung, Landwirtschaft und Verbraucherschutz, Ilse Aigner schließt sich der Kritik in wesentlichen Punkten an.
Auch das Bundeskartellamt hält das geltende Verbot für rechtswidrig. Die Behörde ist der Auffassung, dass das Verbot der Rückvergütung gegen Europarecht verstößt.
Im Zuge eines Konsultationsverfahren der BaFin, bei dem unter anderem Verbände ihre Stellungnahmen einreichen konnten, übte der Finanzvermittler AVL als Auslöser der Debatte massive Kritik am Bundesverband der Versicherungskaufleute (BVK). Der BVK hatte das Provisionsabgabeverbot unter anderem damit gerechtfertigt, dass für Vermittler eine Quersubventionierung durch Provisionen notwendig wäre. Die hohen Provisionen etwa aus Lebensversicherungen würden ganz offensichtlich dazu verwendet, die Beratung in anderen Sparten mitzufinanzieren, kritisierte AVL und zitierte den Stuttgarter Rechtsanwalt Andreas Sasdi mit den Worten, genau das sei aber „wegen des Sparten-Trennungsgebotes im Versicherungsrecht unzulässig“.

## Legale Alternativen

### Das Tippgeber-Modell
Eine legale Möglichkeit für Vermittler, etwas von ihrer Vermittlungsprovision abzugeben, ist das sogenannte Tippgeber-Modell. Jeder Vermittler kann einem Kontaktvermittler, der ihm einen Interessenten namhaft macht, einen Teil seiner Provision für die Vermittlung des Kunden abgeben. Tippgeber können auch Verwandte oder Freunde des Kunden sein.
Proaktiv wird diese Möglichkeit bislang selten angeboten, weil es den Vertriebsertrag unmittelbar schmälert und mangels Bekanntheit kaum auf Verbraucherseite nachgefragt wird. Einige Internetportale bieten diesen Service inzwischen an.

### Rückgabe der Provisionen an Kunden
Der Internetmakler AVL zahlt für bestimmte Formen fondsgebundener Lebensversicherungen 90 % der Ausgabeaufschläge zurück (gestützt auf das Urteil des VG Frankfurt gegen die BaFin). Der Internetmakler Clark hat angekündigt, 50 % der Provisionen zurückzuzahlen. Er hat dies jedoch anschließend verworfen und behält die volle Provision ein.